# Hobo (revista alemã)
Hobo era uma revista alemã quinzenal de Berlim Ocidental na década de 1970, que publicava os eventos e acontecimentos (música, teatro, filmes etc.) da cidade, além de anúncios comerciais e pessoais. Inicialmente a revista era conhecida pelo nome Kreuzberger Nachtlaterne (laterna noturna de Kreuzberg), mas em 1971, após a visita do editor Per-Jörg Meschkat a Londres, onde observou o êxito da revista Time Out, ele copiou o estilo da revista inglesa e mudou o nome da publicação para "Hobo" (equivalente a camelô ou bóia-fria).
Após o seu encerramento, a equipe editorial criou a publicação zitty.